# Ischnognatha semiopalina
Ischnognatha semiopalina är en fjärilsart som beskrevs av Felder 1874. Ischnognatha semiopalina ingår i släktet Ischnognatha och familjen björnspinnare. Inga underarter finns listade i Catalogue of Life.